# Совата
Сова́та (рум. Sovata) — місто в Румунії, у Трансильванії, в повіті Муреш. Кліматичний і грязьовий курорт. Розташований в передгір'ях Східних Карпат. Населення 11,6 тис. мешканців (2002).

## Курорт
Зима м'яка (середня температура січня −3,4 °C), літо тепле (середня температура серпня 18,7 °C); опадів близько 700 мм на рік. Лікувальні засоби: ропа і грязь озер Урсу(Медвеже) і Негрові(Чорне); кліматотерапія.
Лікування хворих із захворюваннями жіночої статевої сфери, наслідками травм і захворюваннями периферичної нервової системи, кісток, м'язів, суглобів тощо. Санаторії, будинки відпочинку, грязелікарня, ванна будівля; купання у геліотермах.